# Richard Belton
Pour les articles homonymes, voir Belton.
Belton Richard, né le 5 octobre 1939 à Rayne en Louisiane et mort le 21 juin 2017, est un accordéoniste, compositeur et chanteur américain très populaire de musique cadienne.

## Biographie
À l'âge de sept ans, Belton a appris à jouer l'accordéon avec son père. Il a formé les Musical Aces en 1959. Les Musical Aces ont été les premiers à employer une basse électrique. Pendant les années 1960 et les années 1970, son groupe a joué dans les salles de danse les plus populaires de Louisiane.
Ses chansons font partie du répertoire de la plupart des groupes de musique cadienne comme Le Paradis des musiciens et Un autre soir ennuyant (inspiré par la chanson Another Sleepless Night de Jimmy Clanton), les versions françaises de Behind Closed Doors et de The Streak. 
Belton Richard s'est retiré de la musique en 1987. Cependant il participa sporadiquement à plusieurs festivals par la suite dont le New Orleans Jazz & Heritage festival.
Depuis 2002, il rejouait dans de nombreux festivals en Louisiane.